# Prologo di Harry Potter
Il prologo di Harry Potter consiste in un racconto breve scritto dall'autrice J. K. Rowling nel 2008 per contribuire ad un'asta di beneficenza.

## Nascita del racconto
L'11 giugno 2008 la catena di librerie Waterstones organizzò un'asta di beneficenza dal titolo "What's Your Story?" ("Qual è la tua storia?") il cui ricavato era destinato all'associazione Dyslexia Action impegnata nel dare supporto a bambini affetti da dislessia e alla divisione inglese dell'organizzazione letteraria PEN International. Oggetto dell'asta furono tredici racconti brevi di circa 800 parole, scritti, su fogli autografi formato A5, da tredici diversi autori, tra i quali J. K. Rowling. Il racconto di quest'ultima fu venduto per £25,000 a Hira Digpal, presidente della compagnia di consulenza finanziaria giapponese Red-33. 
In totale, l'asta raccolse £47,150.

## Trama
Due poliziotti babbani inseguono una motocicletta, cavalcata da Sirius Black e James Potter, riuscendo a bloccarla in un vicolo cieco. Durante l'arresto, tre uomini su delle scope volanti tentano di raggiungere il vicolo, ma finiscono per sbattere contro l'auto dei poliziotti fatta levitare dai due giovani motociclisti grazie alle loro bacchette magiche. Questi si dileguano, poi, in volo a cavallo della motocicletta.
J. K. Rowling chiude il racconto così: "Dal prologo sul quale non sto lavorando - ma è stato divertente!"